# Benjamín Palencia
Pour les articles homonymes, voir Palencia (homonymie).
Benjamín Palencia, né à Barrax le 7 juillet 1894 et mort à Madrid le 16 janvier 1980 , est un artiste peintre et le fondateur de l'Escuela de Vallecas aux côtés d'Alberto Sánchez Pérez. Il fut l'un des plus importants héritiers de la poétique de paysage castillan définie par la Génération de 98.
Surprenant à ses débuts avec un surréalisme de formes zoomorphiques et végétales qui le rapprochent d'Alberto, il conserve en son for certains aspects du cubisme qui seraient clés dans la schématisation de ses paysages — probablement le plus représentatif de son abondante œuvre.
Il s'unit en 1932 au groupe d'art constructiviste et participe la même année au projet de La Barraca comme scénographe. Après la Guerre civile espagnole, il pratique un réalisme austère, qui récupère une grande partie de la poétique du paysage castillan, et qui aboutira à ce qui est appelé « fauvisme ibérique », ce qui fait de lui l'un des élèves d'Eugenio d'Ors et de son « Académie Brève ».

## Biographie
Palencia arrive à Madrid vers 1909 et rencontre en 1916 le poète Juan Ramón Jiménez, lequel fera la présentation de plusieurs des expositions de Palencia et l'introduira dans le milieu littéraire et artistique : c'est ainsi qu'il se rapproche de Salvador Dalí, Federico García Lorca et Luis Buñuel, notamment.
En 1925, il part étudier à l'Académie de la Grande Chaumière à Paris, et intègre le cercle des nombreux peintres espagnols installés à Paris, dont Picasso, Francisco Bores, Joaquín Peinado, Ramón Gómez de la Serna, Ucelay, Joan Miró et rencontre également Georges Braque, Pablo Gargallo ou encore Manolo.
Il rentre définitivement à Madrid en 1928, malgré des voyages en Italie, Angleterre, Allemagne et aux États-Unis en 1930.
En 1933, il intègre le groupe constructiviste Grupo de Arte Constructivo de Torres-García et prend la direction artistique de la troupe de Lorca, La Barraca, pour laquelle il réalise plusieurs décors et costumes.
Pendant la guerre civile espagnole, López Egóñez doit fuir à Paris. Palencia se réfugie alors dans son atelier de Madrid et dans la peinture de paysages, abandonnant progressivement l'expérimentation. Après le conflit, il réunit pendant trois ans d'anciens suiveurs ainsi que quelques étudiants de l'Académie royale des beaux-arts Saint-Ferdinand dont Álvaro Delgado Ramos, Carlos Pascual de Lara, Gregorio del Olmo, Enrique Núñez Castelo (es) et Francisco San José, que Palencia baptise comme El Convivio et qui sera par la suite connu comme la seconde École de Vallecas, embryon de l'École de Madrid (es),.
Il devient en 1974 membre de l'Académie royale des beaux-arts de San Fernando et en 1977, il reçoit la Médaille d'or du mérite des beaux-arts par le Ministère de l'Éducation, de la Culture et des Sports.

## Œuvre

### Publications illustrées par Palencia
- (es) Juan Ramón Jiménez, Niños, Madrid, Indice, 1923, 71 p. (OCLC 15363621)

## Expositions
Les expositions listées ici sont citées dans le Bénézit, sauf mention.

### Expositions collectives
- 1916 : premier Salon d'automne de Madrid
- 1925 : Exposition des artistes Ibériques, Madrid
- 1936 : Biennale de Venise
- 1941 : Exposition nationale des beaux-arts, Madrid
- 1943 : Exposition nationale des beaux-arts, Madrid (Palencia y obtient une médaille de première classe pour Toledo)
- 1944 : Salon de ONCE, Madrid
- 1946 : Salon de ONCE, Madrid
- 1947 : Círculo de Bellas Artes (Madrid)
- 1952 :
  - Spanish Painting, Society of the Arts, Palm Beach (Floride)
  - IIe Biennale Hispano-américaine
- 1956 : Biennale de Venise
- 1978 : « Peinture espagnole du XXe siècle », Musée d'art moderne de Mexico

### Expositions individuelles
- 1928 : Palais des Bibliothèques et des Musées de Madrid
- 1930 : Palais des Bibliothèques et des Musées de Madrid
- 1931 :
  - Galerie Flechstein, Berlin
  - Galerie Harriman, New York
- 1932 : Palais des Bibliothèques et des Musées de Madrid
- 1933 : Galerie Pierre, Paris
- 1944 : Galerie Estilo, Madrid
- 1946 : Galerie Estilo, Madrid
- 1947 : Librairie Clan, Madrid
- 1948 : Galerie Palma, Madrid
- 1949 : Galerie Layetanas, Barcelone
- 1950 : Galerie Layetanas, Barcelone
- 1951 :
  - Librairie Clan, Madrid
  - Galerie Velasquez, Buenos Aires
  - Musée d'art moderne, Bilbao
  - Casa de América, Grenade
- 1952 : Musée d'art moderne, Bilbao